# マリオン郡 (イリノイ州)

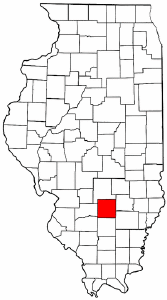
イリノイ州内の位置

マリオン郡（Marion County）は、アメリカ合衆国イリノイ州の郡である。人口は3万7729人（2020年）。郡庁所在地はセイラム（w:Salem, Illinois）である。

## 地理
アメリカ合衆国統計局によると、この郡は総面積1,491 km2 (576 mi2) である。このうち1,482 km2 (572 mi2) が陸地で9 km2 (3 mi2) が水地域である。総面積の0.60%が水地域となっている。

### 隣接する郡
- ファイエット郡（北）
- クレイ郡（東）
- ウェイン郡（南東）
- ジェファーソン郡（南）
- ワシントン郡（南西）
- クリントン郡（西）

## 人口動静
2000年国勢調査で、この郡は人口41,691人、16,619世帯、及び11,483家族が暮らしている。人口密度は28/km2 (73/mi2) である。12/km2 (32/mi2) の平均的な密度に18,022軒の住宅が建っている。この郡の人種的な構成は白人94.05%、アフリカン・アメリカン3.83%、先住民0.22%、アジア0.57%、太平洋諸島系0.04%、その他の人種0.22%、及び混血1.07%である。ここの人口の0.91%はヒスパニックまたはラテン系である。
この郡内の住民は25.50%が18歳未満の未成年、18歳以上24歳以下が8.10%、25歳以上44歳以下が26.60%、45歳以上64歳以下が23.30%、及び65歳以上が16.60%にわたっている。中央値年齢は38歳である。女性100人ごとに対して男性は93.00人である。18歳以上の女性100人ごとに対して男性は88.50人である。
この郡の世帯ごとの平均的な収入は35,227米ドルであり、家族ごとの平均的な収入は41,427米ドルである。男性は31,459米ドルに対して女性は21,967米ドルの平均的な収入がある。この郡の一人当たりの収入 (per capita income) は17,235米ドルである。人口の11.30%及び家族の8.60%は貧困線以下である。全人口のうち18歳未満の16.70%及び65歳以上の8.60%は貧困線以下の生活を送っている。

## 都市及び町
- セントラルシティ
- Alma
- Iuka
- Junction City
- Kell
- Kinmundy
- Odin
- Patoka
- Salem
- Sandoval
- Vernon
- Walnut Hill